# 澳洲真鯊
澳洲真鯊，又稱黑邊真鯊，为軟骨魚綱真鯊目真鲨科的其中一種。澳洲魚類學家吉爾伯特·珀西·惠特利(Gilbert Percy Whitley) 在1945年出版的《澳大利亞動物學家》科學雜誌上最初將本種命名為Galeolamna grayi cauta，後來的學者將本種歸類為真鯊屬。此模式標本由在西澳大利亞鯊魚灣捕獲的92公分長的雌魚保存下來的皮膚和牙齒。分布於西太平洋區，包括新幾內亞南部、所羅門群島、澳洲北部海域，深度0至20公尺。本魚體呈紡錘形，鼻子短寬且圓鈍，眼睛中等大且呈橢圓形，具有瞬膜，嘴角處沒有明顯的皺紋，上顎齒25-30列，下顎齒23-28列，上牙狹窄且有角度，邊緣呈粗鋸齒狀，下牙形狀較細長、直立，鋸齒較細，具五對鰓裂。胸鰭窄且尖，背鰭2個，第一背鰭起源於胸鰭尖端，呈鐮刀形，頂端尖。第二背鰭位於臀鰭對面，相對較大且較高，背鰭之間沒有脊，尾鰭不對稱，下葉較短，上葉較長，尖端附近有深刻，身體上部為青銅色至灰色，下部為白色，側面有白色條紋，一條細黑線沿著背鰭、胸鰭和尾鰭上葉的前緣，以及尾鰭後緣、尾鰭下葉，體長可達1.5公尺，通常棲息於沿海大陸棚及島嶼棚的沙泥底質淺水域及紅樹林，屬肉食性，以硬骨魚、甲殼類、頭足類、腹足類及海蛇為食，胎生，在達爾文港，繁殖期在一月至三月，在鯊魚灣，繁殖期在10月底至11月初，雌魚每次可生產1至6尾幼魚，可做為食用魚。